# Myriandra galioides
Myriandra galioides là một loài thực vật có hoa trong họ Bứa. Loài này được (Lam.) Spach mô tả khoa học đầu tiên năm 1836.